# 空中快線EA206A號直昇機事故
空中快線3E206A號直昇機是空中快線直升機有限公司／亞太航空有限公司[^]一班由香港上環港澳客輪碼頭飛往澳門外港客運碼頭的直昇機航班。
2010年7月3日，直昇機在香港上環港澳客輪碼頭起飛數分鐘，機師聽到機尾巨響，為安全理由，決定緊急降落于海上，直昇機打開機底浮泡並降落在海面，其後緩緩翻側，機底及浮泡朝天，最終完全沉沒。

## 事件經過
2010年7月3日中午約12時，編號EA206A直昇機航班，由香港上環空中快線直昇機場起飛，前往澳門外港客運碼頭。在起飛後懷疑因為機件故障，機長依照航空緊急安全標準，在直昇機場之西北面約500米的維多利亞港海面緊急降落，打開機底浮泡並降落在海面。機上11名乘客及2名機員由香港水警救起，全部受輕傷，被送往瑪麗醫院檢驗後全部出院。直昇機後來緩緩翻側，機底及浮泡朝天，最終完全沉沒。

## 機型
肇事直昇機屬「亞太航空有限公司」，型號為意大利製的阿古斯塔威斯特蘭AW139，在澳門註冊，航空器註冊編號B-MHJ。其適航證明書於2010年2月獲得更新。

## 調查
由於意外在香港空域發生，香港民航處將負責調查工作，澳門民航局亦已派員往香港了解事情並協助調查工作。肇事直昇機之後由消防船拖往灣仔海面，在晚上7時由吊臂船撈起，送往西環碼頭，機尾的螺旋槳不知所終。。香港民航處指會拆解機身，將問題配件送往外國或原廠檢驗，並邀請澳門民航局以及意大利製造商的專家參與調查，1個月內有初步調查報告，並研究成因及提出改善建議。
直升機殘骸同日（7月3日）被吊出水面，發現失去垂直安定面頂部、尾槳、尾部減速器及相關傳動軸、控制杆及整流罩 。7月14日，成功打撈尾槳及尾部減速器，但尾槳四塊槳葉的其中一塊於根部位置斷裂分離。11月3日， 當局決定結束打撈工作，最終未能尋回最後一塊槳葉及其他失去的機件。
民航處在意外發生後聘用了QinetiQ公司進行檢測工作，檢測中發現尾槳的槳葉不符合阿古斯塔威斯特蘭公司的規格。槳葉上下兩條複合材料帶的尺寸較規格為小和含氣孔量過高，而瑕疵是於製造過程中已存在。2011年，卡塔爾和巴西先後發生兩宗AW139直昇機意外，初步證據均顯示與尾槳槳葉斷裂和尾槳分離有關。
飛行數據分析顯示，發動機當時運作正常。緊急浮囊製造商也就浮囊進行了調查，因尾槳脫落及駕駛艙入水，直升機失去平衡而導致兩個前方的浮囊負荷過重。

## 後續
香港署理民航處長梁汝強高度讚賞機師應急表現專業。澳門民航局則即時啟動了航空緊急應變機制，要求亞太航空有限公司全面檢查機隊及提交事件的詳細資料。

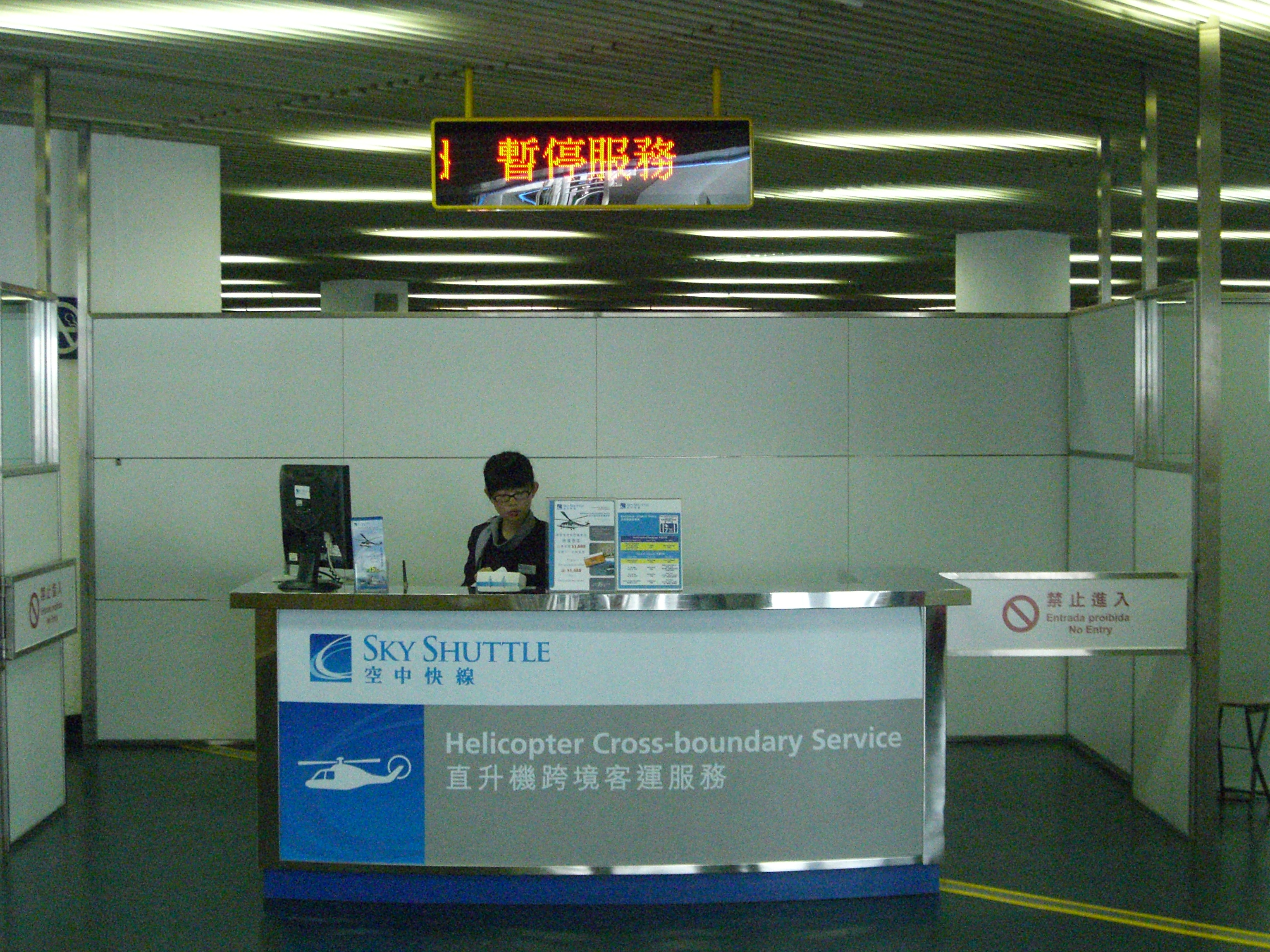
出事後，空中快線在澳門外港客運碼頭的櫃台示出「暫停服務」字樣

空中快線香港－澳門的直昇機服務亦在出事後暫停服務，直至所有直昇機檢驗完成為止。
2010年7月6日，空中快線宣佈獲香港民航處及澳門民航局批准於2010年7月7日復航。但澳門民航局事後指正在評估空中快線所提交的檢查報告，能否復航仍然未決定。最終於2010年7月7日早上9時前，澳門民航局正式同意其復航，首班往香港直昇機於早上9時由外港客運碼頭起飛。

## 備註
- ^ ：來往香港及澳門直昇機客運服務，在澳門是以亞太航空有限公司註冊，在香港則以空中快線直升機有限公司註冊[9]。

## 外部連結
- （页面存档备份，存于） 空中快線直昇機有限公司／亞太航空有限公司媒體聲明
- （页面存档备份，存于） 澳門特區政府民航局新聞稿
- （页面存档备份，存于） 澳門特區政府民航局新聞稿
- [永久] 香港特區政府新聞稿